# التهاب الجلد المفتعل

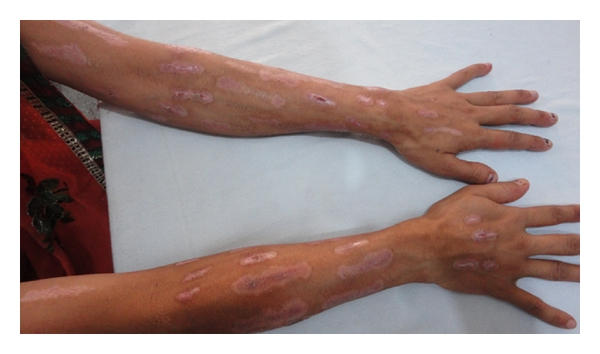
التهاب الجلد المفتعل

التهاب الجلد المفتعل هو حالة تظهر فيها الآفات الجلدية أو الجروح ( جروح، ندوب، مناطق متعرجة، قشور، بثور، تورم أو مناطق متعرجة)؛ نتيجة لإجراءات أو سلوك المريض نفسه. يحدث هذا عادة كنتيجة للمشاكل النفسية، كما يمكن أن يكون شكل من أشكال الإفراغ العاطفي في حالات الضيق أو جزء من سلوك جذب الاهتمام.:391:61
الفئات الأكثر عرضة للإصابة بالتهاب الجلد المفتعل:
التهاب الجلد المفتعل أكثر شيوعا في النساء أكثر من الرجال، وعادة ما تكون النساء المتضررات في سن المراهقة أو في مرحلة البلوغ المبكرة، وغالباً غير الناضجات عاطفيا أو اللواتي تعانين من صعوبة نفسية أو اجتماعية، ويكون المرض أكثر انتشاراً بين المصابين بأمراض نفسية أو مزمنة، ومن لديهم اضطرابات في عادات تناول الطعام.

## العلامات والأعراض
يصعب تشخيص مرضى التهاب الجلد المفتعل وذلك لأن أعراضه لا تشابه الأمراض الجلدية المعروفة، وفيما يلي بعض الأعراض:
1.	ظهور جروح أو آفات غير منتظمة الشكل، قد تظهر في خطوط مستقيمة أو متفرقة ويمكن تفريقها بسهولة عن الجلد السليم.
2.	مظهر الآفات الجلدية يختلف اعتماداً على الطرق المستخدمة لجرح وإصابة الجلد.
3.	قد تنتج الآفات الجلدية بمجموعة من الوسائل الميكانيكية أو الكيميائية، بما في ذلك الأظافر، والأشياء الحادة أو الحادة، والسجائر والمواد الكيميائية الكاوية.
4.	الآفات الجلدية لا تتطور تدريجيا ولكن تظهر خلال وقت قصير دون أي علامات مسبقة أو أعراض.
5.	ظهور الآفات الجلدية في المواقع التي يمكن الوصول إليها بسهولة، كالأيدي، الوجه، واليدين والذراعين أو الساقين.

## العلاج
عند الاشتباه بالإصابة بالمرض، يُنصح بتوفر بيئة مريحة بين المريض والطبيب، ليتمكن من معالجة الآفات الجلدية دون التطرّق للأسباب النفسية بشكل مباشر، ومن ثم إدخال القضايا النفسية تدريجياً , أو الإحالة إلى طبيب نفسي لمتابعة الحالة، حيث أن العلاج النفسي ـ أي علاج مسبب المرض ـ كافٍ لتوقف ظهور الأعراض.
تتحول الآفات الجلدية تدريجياً إلى مظهر شمعي، وتزول تدريجياً مع نشاطات الحياة الطبيعية للمريض.
يُنصح أيضاً بالاستمرار بمراجعة الطبيب للإشراف والدّعم، ولو لم تكن العلامات موجودة.
الأدوية التي قد تعطى تشمل ما يلي:
1.	مضادات الميكروبات الموضعية Topical antimicrobials) ).
2.	المضادات الحيوية عن طريق الفم (Oral antibiotic ).
3.	مثبطات امتصاص السيروتونين الانتقائية (Selective serotonin reuptake inhibitors).
4.	مضادات الاكتئاب ثلاثية الحلقات (Tricyclic antidepressants).